# Ростово
Росто́во (рос. Ростово) — присілок у складі Верховазького району Вологодської області, Росія. Входить до складу Чушевицького сільського поселення.
Стара назва — Ростовська.

## Населення
Населення — 18 осіб (2010; 34 у 2002).
Національний склад (станом на 2002 рік):
- росіяни — 97 %